# Charlotte MacDonnell, 3.ª Condessa de Antrim
Charlotte MacDonnell (12 de agosto de 1779 — 26 de outubro de 1835) foi uma nobre britânica. Ela herdou os títulos suo jure 3.º condessa de Antrim e 3.º viscondessa Dunluce como sucessora de sua irmã. Foi casada com o vice-almirante Mark Robert Kerr.

## Família
Charlotte foi a terceira e última filha nascida de Randal William MacDonnell, 1.º Marquês de Antrim e de Letitia Morres. Seus avós paternos eram Alexander MacDonnell, 5.º Conde de Antrim e Anne Plunkett. Seus avós maternos eram Hervey Morres, 1.º Visconde Mountmorres e Letitia Ponsonby.
Ela era irmã de Anne Katherine, 2.º condessa de Antrim e 2.º viscondessa Dunluce, esposa de Sir Henry Vane-Tempest, 2.º baronete e depois de Edmund MacDonnell, e de Letitia Mary.

## Biografia
Em 18 de julho de 1799, aos dezenove anos de idade, Charlotte casou-se com Mark Robert Kerr, de vinte e três, em Hanover Square, em Londres. Ele era filho do general William John Kerr, 5.º Marquês de Lothian e de Elizabeth Fortescue.
Em 30 de junho de 1834, Charlotte sucedeu aos títulos irlandeses de condessa de Antrim e viscondessa Dunluce, após a morte de sua irmã mais velha, Anne Katherine.
Charlotte e Mark tiveram onze filhos.
Ela morreu aos 56 anos em 26 de outubro de 1835, e foi enterrada na vila de Shiplake, em Oxfordshire. Seu marido faleceu quase cinco anos depois, em 9 de setembro de 1840, sem ter se casado novamente.

## Descendência
- Georgina Anne Emily Kerr (m. 20 de maio de 1881), esposa do reverendo Frederic Bertie, com quem teve nove filhos;
- Caroline Mary Kerr (m. 28 de março de 1869), esposa do reverendo Horace Robert Pechell, com quem teve quatro filhos;
- Sidney Kerr, morto jovem;
- Charlotte Kerr (m. 17 de janeiro de 1866), esposa de Sir George Osborn, 6.º baronete, com quem teve onze filhos;
- Emily Frances Kerr (m. 5 de junho de 1874), primeiro foi casada com Henry Richardson, com quem teve um filho, e depois foi esposa de Steuart Macnaghten;
- William Kerr (c. 1802 - 1819), não se casou e nem teve filhos;
- Mark Kerr, morto jovem;
- Charles Fortescue Kerr, Visconde Dunluce (5 de abril de 1810 - 26 de julho de 1834), não se casou e nem teve filhos;
- Hugh Seymour MacDonnell, 4.º Conde de Antrim (7 de agosto de 1812 - 19 de julho de 1855), sucessor da mãe. Foi marido de Laura Cecilia Parker, com quem teve uma filha;
- Mark MacDonnell, 5.º Conde de Antrim (3 de abril de 1814 - 19 de dezembro de 1869), sucessor do irmão. Foi capitão da marinha real. Foi marido de Jane Emma Hannah Macau, com quem teve dez filhos;
- Frederica Augusta Kerr (c. 1816 - 26 de novembro de 1864), segunda esposa de Montagu Bertie, 5.º Conde de Abingdon. Sem descendência.